# 23 thermidor
23 messidor 23 fructidor
Le tridi 23 thermidor, officiellement dénommé jour de la lentille, est le 323e jour de l'année du calendrier républicain.
C'était généralement le 10e jour du mois d'août dans le calendrier grégorien.